# Janusz Gwoździewicz
Janusz Gwoździewicz – polski matematyk, doktor habilitowany, nauczyciel akademicki Uniwersytetu Pedagogicznego im. Komisji Edukacji Narodowej w Krakowie.

## Życiorys

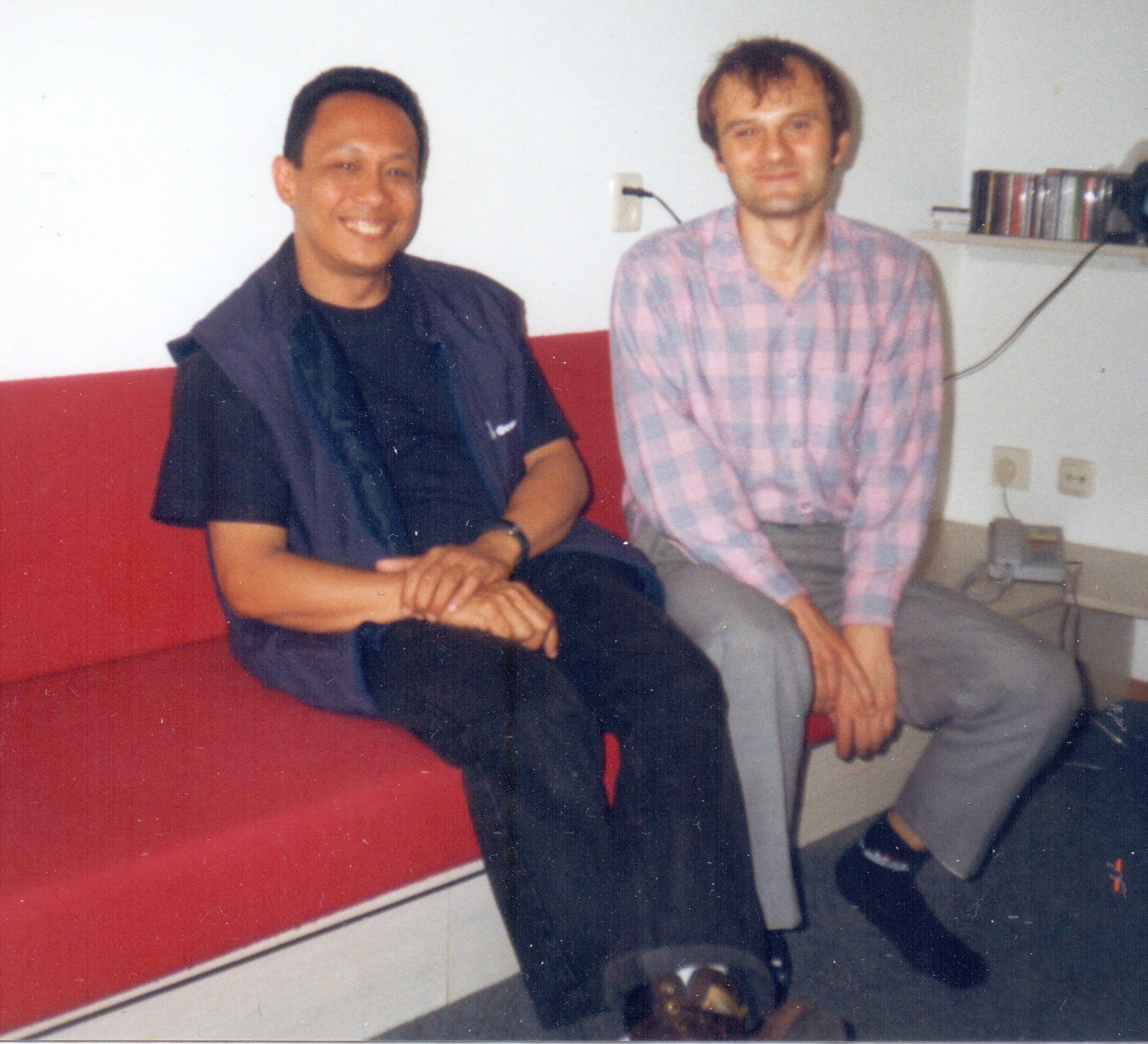
dr J. Gwoździewicz (po prawej), Amstelveen, 1999-07-01

W 1996 roku uzyskał stopień doktora nauk matematycznych na podstawie rozprawy pt. „Wykładnik Łojasiewicza funkcji analitycznej o zerze izolowanym” na Uniwersytecie Jagiellońskim. W 2013 roku otrzymał stopień doktora habilitowanego nauk matematycznych na Uniwersytecie Jagiellońskim na podstawie pracy pt. „Jakobianowy diagram Newtona i osobliwości krzywych”. Do jego zainteresowań należy: teoria osobliwości, geometria semialgebraiczna i odwzorowania wielomianowe. 
Pracował na Katedrze Matematyki Wydziału Zarządzania i Modelowania Komputerowego Politechniki Świętokrzyskiej. Następnie został zatrudniony jako profesor nadzwyczajny w Instytucie Matematyki Wydziału Matematyczno-Fizyczno-Technicznego Uniwersytetu Pedagogicznego im. Komisji Edukacji Narodowej w Krakowie. 

## Nagrody i wyróżnienia
W 1998 roku otrzymał  Nagrodę im. Grzegorza Białkowskiego za „Wykładnik Łojasiewicza funkcji analitycznej o zerze izolowanym”. 

## Wybrane publikacje
- E.R. Garcia Barroso, J. Gwoździewicz, Decompositions of the higher order polars of plane branches, Forum Math. 29 (2017), 357-367
- Ł. Farnik, J. Gwoździewicz, B. Hejmej, M. Lampa-Baczyńska, G. Malara, J. Szpond, Initial sequences and Waldschmidt constants of planar point configurations, Internat. J. Algebra Comput 27 (2017), 717-729
- E.R. Garcia Barroso, J. Gwoździewicz, A. Płoski, Semigroups corresponding to branches at infinity of coordinate lines in the affine plane, Semigroup Forum 92 (2016), 534-540
- A. B. de Felipe, E.R. Garcia Barroso, J. Gwoździewicz, A. Płoski, Łojasiewicz exponents and Farey sequences, Rev. Mat. Complut. 29 (2016), 719-724
- J. Gwoździewicz, Real Jacobian mates, Ann. Polon. Math. 117 (2016), 207-213
- A. Czapliński, M. Dumnicki, Ł. Farnik, J. Gwoździewicz, M. Lampa-Baczyńska, G. Malara, T. Szemberg, J. Szpond, H. Tutaj-Gasińska, On the Sylvester–Gallai theorem for conics, Rend. Sem. Mat. Univ. Padova 136 (2016), 191-203
- E.R. Garcia Barroso, J. Gwoździewicz, Quasi-Ordinary Singularities: Tree Model, Discriminant, and Irreducibility, Int. Math. Res. Not. IMRN 2015, 5783-5805
- E.R. Garcia Barroso, J. Gwoździewicz, A. Lenarcik, Non-degeneracy of the discriminant, Acta Math. Hungar. 147 (2015), 220-246
- J. Gwoździewicz, Ephraim's pencils, Int. Math. Res. Not. IMRN 2013, 3371-3385
- E.R. Garcia Barroso, J. Gwoździewicz, On the approximate jacobian Newton diagram of an irreducible plane curve, J. Math. Soc. Japan 65 (2013), 169-182
- J. Gwoździewicz, Invariance of the Jacobian Newton diagram, Math. Res. Lett. 19 (2012), 377-382
- E.R. Garcia Barroso, J. Gwoździewicz, A discriminant criterion of irreducibility, Kodai Math. J. 35 (2012), 404-414